# Balthasar Wolff
Balthasar Wolff (* in Heilbronn; † um 1564 in Heilbronn) war ein deutscher Steinmetz und Baumeister.
Der 1522 erstmals erwähnte Baumeister erhielt im Jahre 1533 das Heilbronner Bürgerrecht. In Heilbronn gestaltete er 1534 den Käthchenhauserker mit den vier Brustbildern von vier jüdischen Propheten. 1541 erhielt er den Auftrag zur Gestaltung des Heilbronner Siebenröhrenbrunnens. Das am Tympanon des Brunnens befindliche Relief Christus und die Samariterin wurde jedoch nicht von Wolff geschaffen. In Heilbronn ist seit 1925 die Balthasar-Wolff-Straße nach ihm benannt.
Außerhalb von Heilbronn erbaute er mehrere Schlösser für die Freiherren von Gemmingen, gestaltete Schloss Neuenstein um und erweiterte Schloss Weilburg. Zudem baute er am Schloss Waldenburg sowie in Homburg und in Mainz.

Reliefarbeiten des Balthasar Wolff
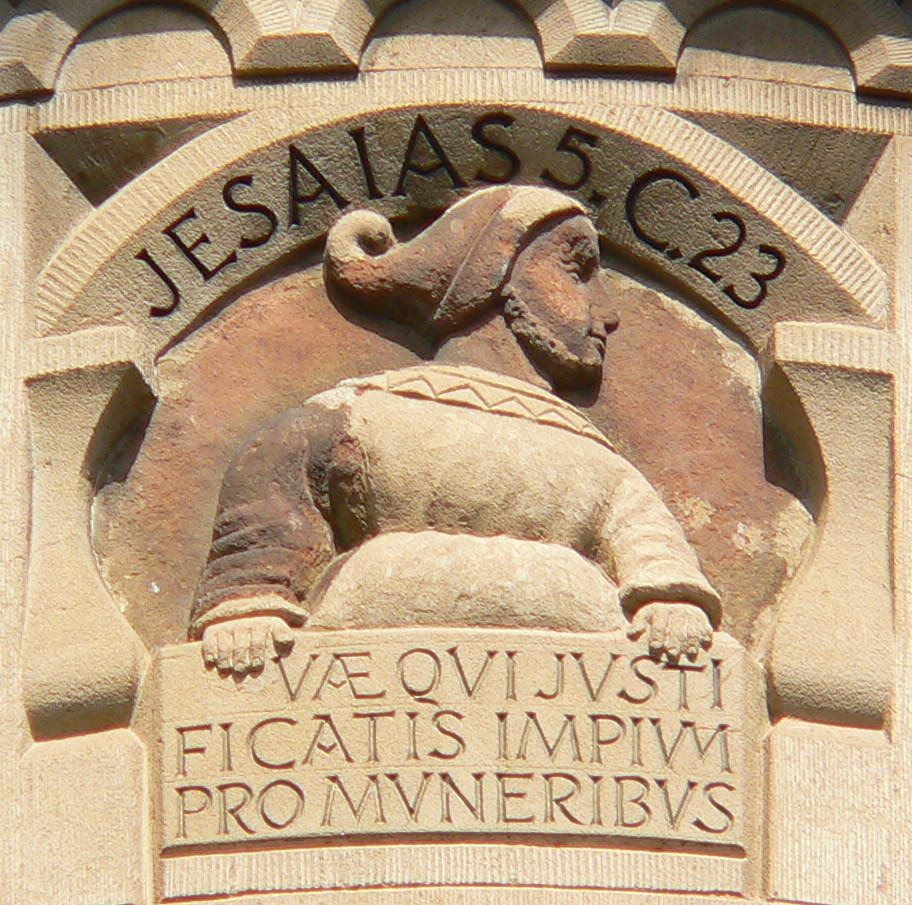
Jeseja, jüdischer Prophet am Käthchenhauserker
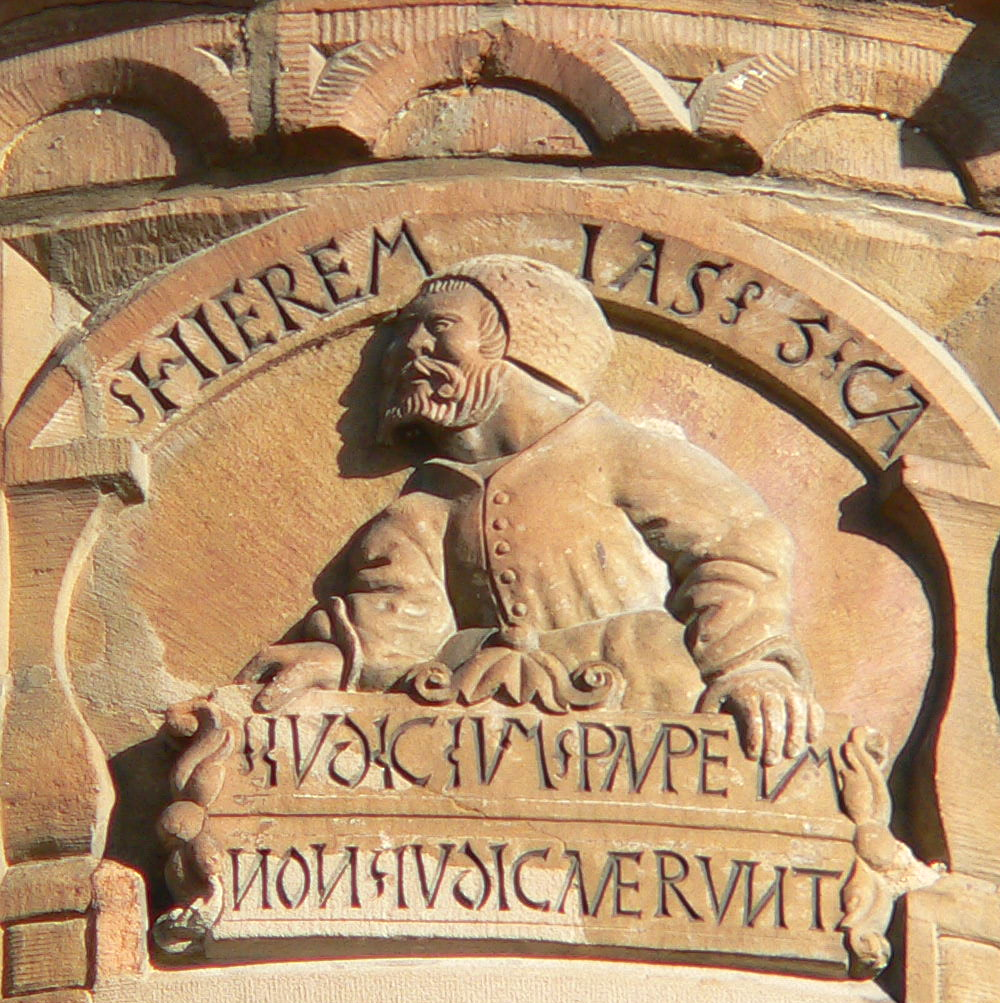
Jeremia,  jüdischer Prophet am Käthchenhauserker
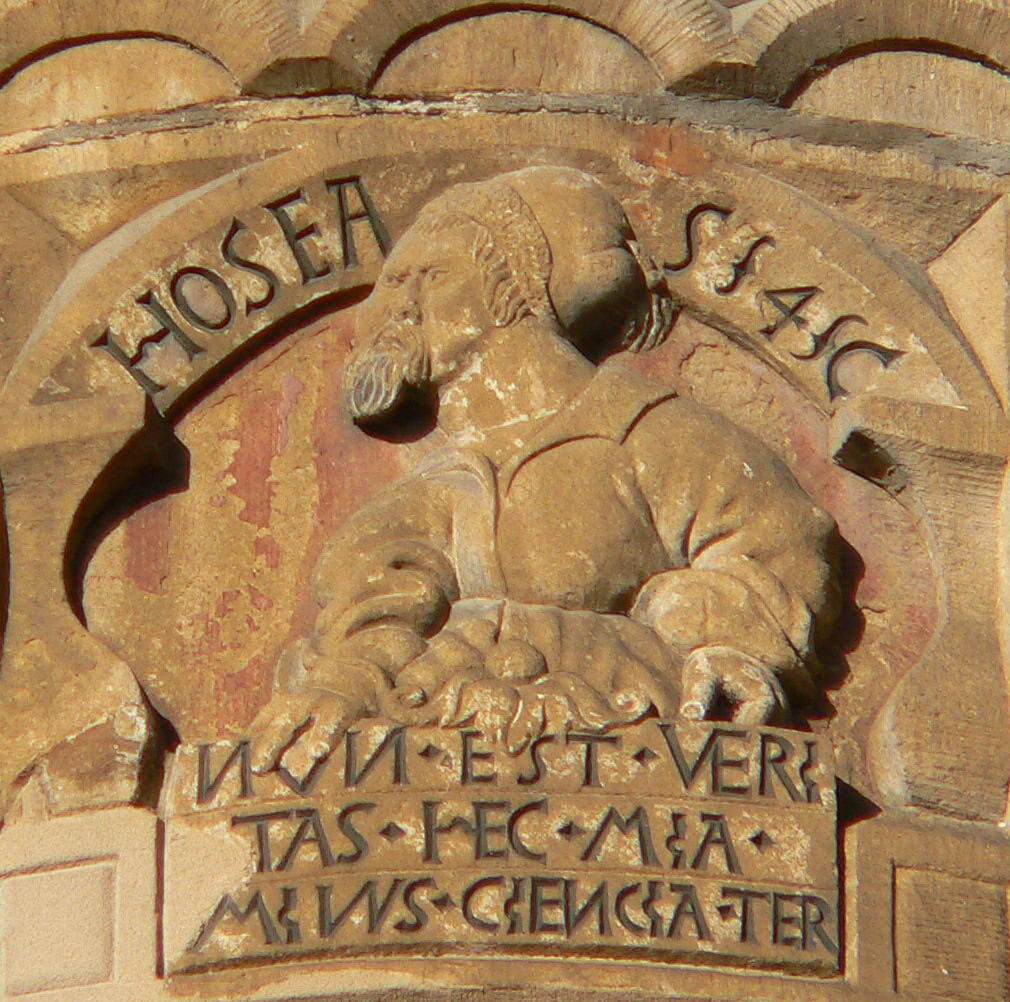
Hosea,  jüdischer Prophet am Käthchenhauserker
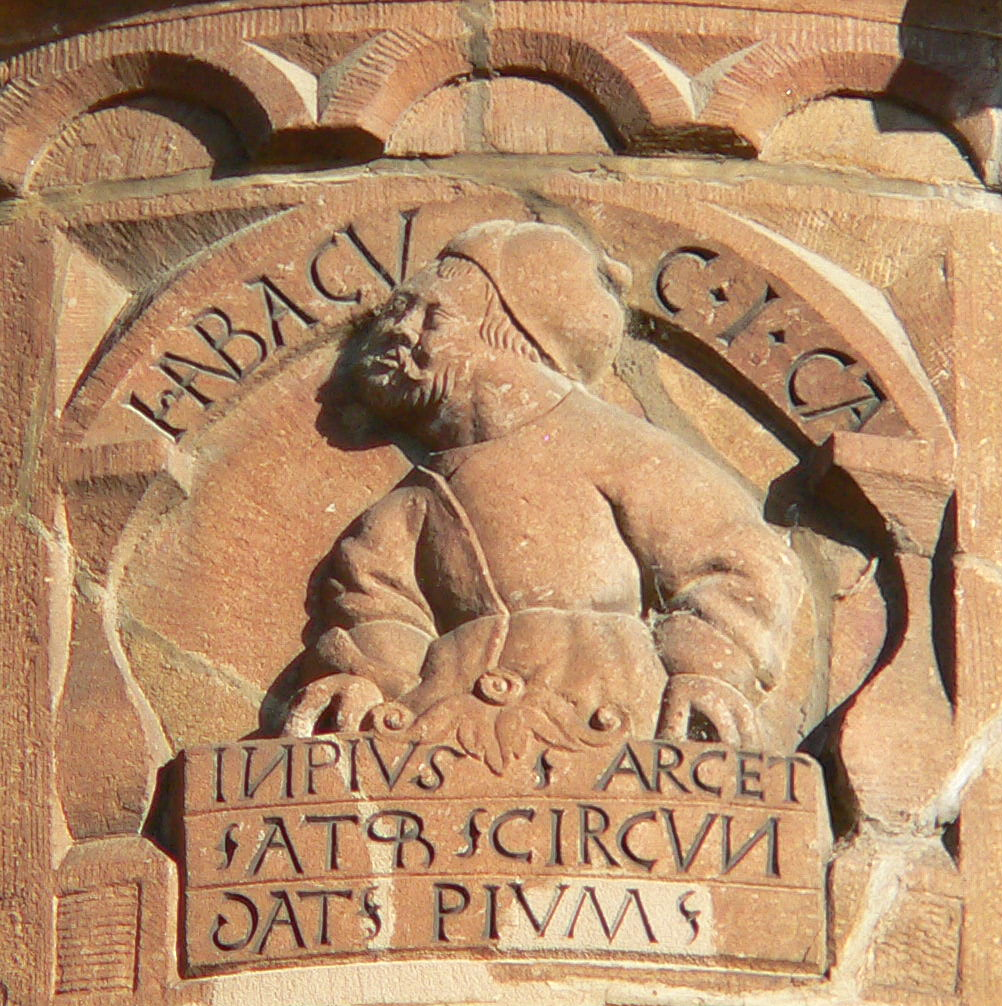
Habakuk,  jüdischer Prophet am Käthchenhauserker
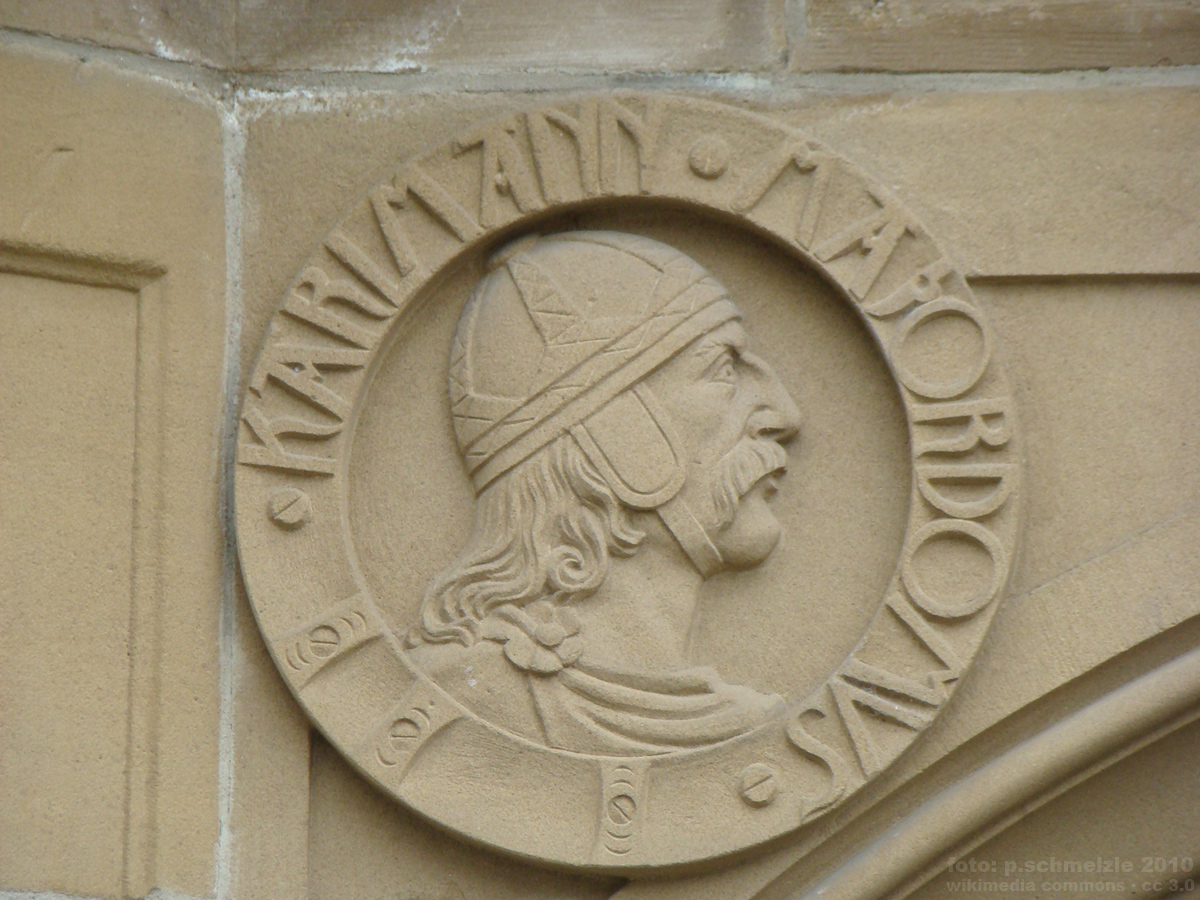
Siebenröhrenbrunnen, Karl der Große
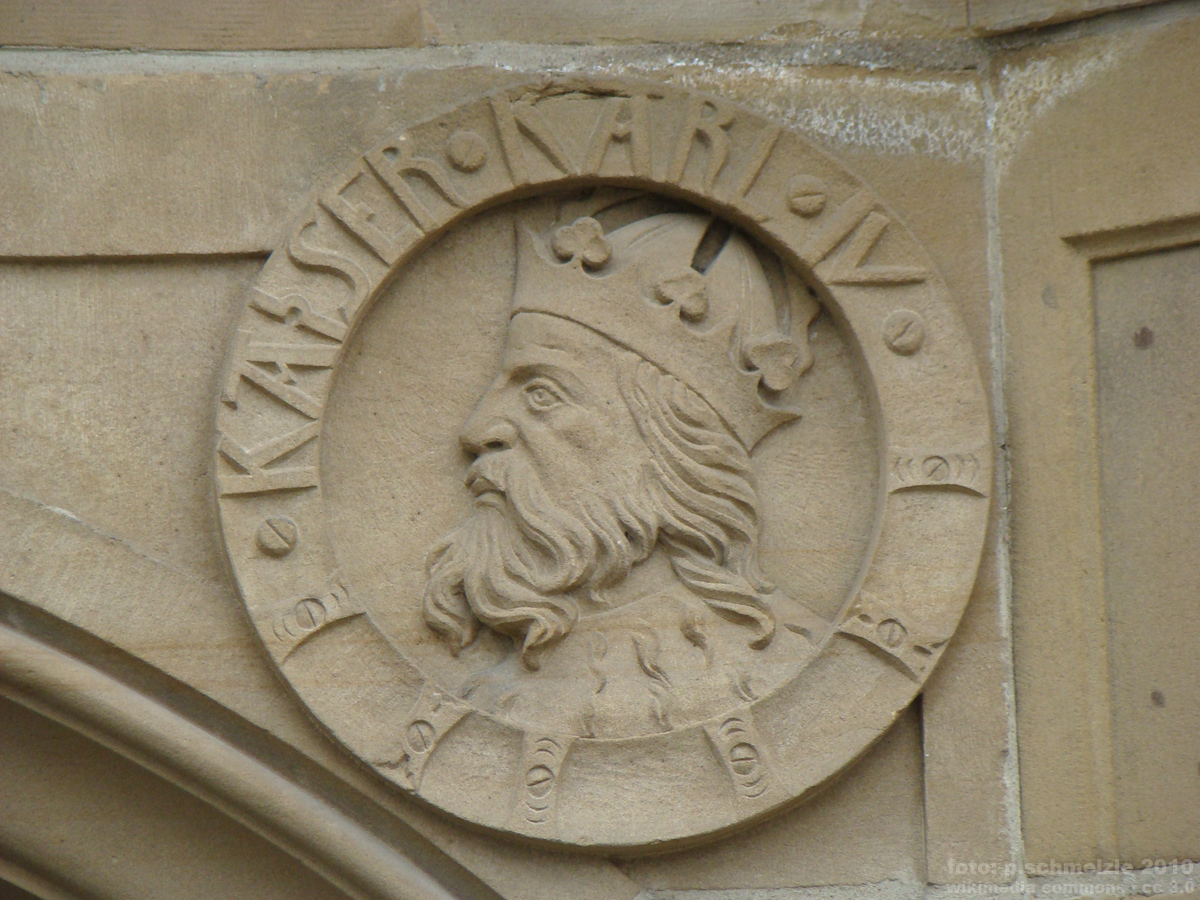
Siebenröhrenbrunnen, Karl der IV.